# شوركال (تكاب)
شوركال (بالفارسية: شورکال) هي قرية تقع في إيران في Takab Rural District. يقدر عدد سكانها بـ 172 نسمة بحسب إحصاء 2016.